# Canton de Maurs
Le canton de Maurs est une circonscription électorale française située dans le département du Cantal et la région Auvergne-Rhône-Alpes.

## Histoire
Un nouveau découpage territorial du Cantal entre en vigueur en mars 2015, défini par le décret du 13 février 2014, en application des lois du 17 mai 2013 (loi organique 2013-402 et loi 2013-403). Les conseillers départementaux sont, à compter de ces élections, élus au scrutin majoritaire binominal mixte. Les électeurs de chaque canton élisent au Conseil départemental, nouvelle appellation du Conseil général, deux membres de sexe différent, qui se présentent en binôme de candidats. Les conseillers départementaux sont élus pour 6 ans au scrutin binominal majoritaire à deux tours, l'accès au second tour nécessitant 12,5 % des inscrits au 1er tour. En outre la totalité des conseillers départementaux est renouvelée. Ce nouveau mode de scrutin nécessite un redécoupage des cantons dont le nombre est divisé par deux avec arrondi à l'unité impaire supérieure si ce nombre n'est pas entier impair, assorti de conditions de seuils minimaux. Dans le Cantal, le nombre de cantons passe ainsi de 27 à 15. Le nombre de communes du canton de Maurs passe de 14 à 19.
À la suite de la fusion des communes de Fournoulès et Saint-Constant en la commune nouvelle de Saint-Constant-Fournoulès, le nombre des communes est de 18. À la suite d'un décret du 7 novembre 2019, la commune nouvelle de Puycapel est entièrement rattachée à ce canton.

## Géographie
Ce canton est organisé autour de Maurs dans l'arrondissement d'Aurillac. Son altitude varie de 233 m (Saint-Santin-de-Maurs) à 804 m (Roannes-Saint-Mary).

## Canton après 2015

### Représentation

#### Liste des conseillers départementaux
| Période élective | Période élective | Mandat | Mandat       | Identité           | Nuance | Nuance | Qualité |
| ---------------- | ---------------- | ------ | ------------ | ------------------ | ------ | ------ | --- |
| 2015             | 2021             | 2015   | 2021         | Dominique Beaudrey |        | LR     | Directrice de maison de retraite, Marcolès, maire de Boisset depuis 2020                                        |
| 2015             | 2021             | 2015   | 2018 (décès) | Joël Lacalmontie   |        | DVD    | Maire de Boisset (2008-2018) 6ème Vice-Président du Conseil départemental du Cantal (Finances, RH, Agriculture) |
| 2015             | 2021             | 2018   | 2021         | Cédric Faure       |        | DVD    | Conseiller municipal de Saint-Mamet-la-Salvetat                                                                 |
| 2021             | 2028             | 2021   | en cours     | Dominique Beaudrey |        | LR     | Conseillère déléguée (Emploi, Insertion et Logement)                                                            |
| 2021             | 2028             | 2021   | en cours     | Florian Morelle    |        | DVD    | Fonctionnaire Maire de Maurs (depuis 2020) Conseiller délégué (Enseignement supérieur)                          |

### Résultats détaillés

#### Élections de mars 2015
À l'issue du 1er tour des élections départementales de 2015, trois binômes sont en ballottage : Jeanine Hercouët-Testa et Christian Montin (DVG, 30,1 %), Dominique Beaudrey et Joël Lacalmontie (Union de la Droite, 27,51 %) et Catherine Lehours et François Vermande (Divers, 24,17 %). Le taux de participation est de 60,68 % (5 340 votants sur 8 800 inscrits) contre 55,81 % au niveau départemental et 50,17 % au niveau national.
Au second tour, Dominique Beaudrey et Joël Lacalmontie (Union de la Droite) sont élus avec 55,91 % des suffrages exprimés et un taux de participation de 62,99 % (2 824 voix pour 5 543 votants et 8 800 inscrits).

#### Élections de juin 2021
Le premier tour des élections départementales de 2021 est marqué par un très faible taux de participation (33,26 % au niveau national). Dans le canton de Maurs, ce taux de participation est de 44,5 % (4 039 votants sur 9 077 inscrits) contre 41,88 % au niveau départemental. À l'issue de ce premier tour, deux binômes sont en ballottage : Dominique Beaudrey et Florian Morelle (Union au centre et à droite, 50,9 %) et Monique Delort et Rémy Goubert (DVG, 21,98 %).
Le second tour des élections est marqué une nouvelle fois par une abstention massive équivalente au premier tour. Les taux de participation sont de 34,3 % au niveau national, 42,74 % dans le département et 45,37 % dans le canton de Maurs. Dominique Beaudrey et Florian Morelle (Union au centre et à droite) sont élus avec 68,46 % des suffrages exprimés (2 650 voix pour 4 119 votants et 9 078 inscrits),,.

### Composition
Le nouveau canton de Maurs comprenait dix-neuf communes entières à sa création.
À la suite du décret du 7 décembre 2019, la commune nouvelle de Puycapel est entièrement rattachée au canton. Le nombre de communes passe à 18.
| Nom                           | Code Insee | Intercommunalité                   | Superficie (km2) | Population (dernière pop. légale) | Densité (hab./km2) | Modifier                                    |
| ----------------------------- | ---------- | ---------------------------------- | ---------------- | --------------------------------- | ------------------ | ------------------------------------------- |
| Maurs (bureau centralisateur) | 15122      | CC de la Châtaigneraie Cantalienne | 30,84            | 2 131 (2022)                      | 69                 | modifier les données · modifier les données |
| Boisset                       | 15021      | CC de la Châtaigneraie Cantalienne | 37,73            | 665 (2022)                        | 18                 | modifier les données · modifier les données |
| Leynhac                       | 15104      | CC de la Châtaigneraie Cantalienne | 27,68            | 315 (2022)                        | 11                 | modifier les données · modifier les données |
| Marcolès                      | 15117      | CC de la Châtaigneraie Cantalienne | 52,89            | 593 (2022)                        | 11                 | modifier les données · modifier les données |
| Montmurat                     | 15133      | CC de la Châtaigneraie Cantalienne | 5,07             | 134 (2022)                        | 26                 | modifier les données · modifier les données |
| Puycapel                      | 15027      | CC de la Châtaigneraie Cantalienne | 43,72            | 724 (2022)                        | 17                 | modifier les données · modifier les données |
| Quézac                        | 15157      | CC de la Châtaigneraie Cantalienne | 16,43            | 347 (2022)                        | 21                 | modifier les données · modifier les données |
| Roannes-Saint-Mary            | 15163      | CC de la Châtaigneraie Cantalienne | 36,29            | 1 104 (2022)                      | 30                 | modifier les données · modifier les données |
| Rouziers                      | 15167      | CC de la Châtaigneraie Cantalienne | 8,61             | 110 (2022)                        | 13                 | modifier les données · modifier les données |
| Saint-Antoine                 | 15172      | CC de la Châtaigneraie Cantalienne | 7,22             | 85 (2022)                         | 12                 | modifier les données · modifier les données |
| Saint-Constant-Fournoulès     | 15181      | CC de la Châtaigneraie Cantalienne | 28,98            | 568 (2022)                        | 20                 | modifier les données · modifier les données |
| Saint-Étienne-de-Maurs        | 15184      | CC de la Châtaigneraie Cantalienne | 17,27            | 787 (2022)                        | 46                 | modifier les données · modifier les données |
| Saint-Julien-de-Toursac       | 15194      | CC de la Châtaigneraie Cantalienne | 9,44             | 102 (2022)                        | 11                 | modifier les données · modifier les données |
| Saint-Mamet-la-Salvetat       | 15196      | CC de la Châtaigneraie Cantalienne | 51,49            | 1 537 (2022)                      | 30                 | modifier les données · modifier les données |
| Saint-Santin-de-Maurs         | 15212      | CC de la Châtaigneraie Cantalienne | 14,52            | 365 (2022)                        | 25                 | modifier les données · modifier les données |
| Sansac-de-Marmiesse           | 15221      | CA du Bassin d'Aurillac            | 14,35            | 1 388 (2022)                      | 97                 | modifier les données · modifier les données |
| Le Trioulou                   | 15242      | CC de la Châtaigneraie Cantalienne | 5,87             | 98 (2022)                         | 17                 | modifier les données · modifier les données |
| Vitrac                        | 15264      | CC de la Châtaigneraie Cantalienne | 17,88            | 269 (2022)                        | 15                 | modifier les données · modifier les données |
| Canton de Maurs               | 1506       |                                    | 426,28           | 11 322 (2022)                     | 27                 | modifier les données                        |

### Démographie
En 2022, le canton comptait 11 322 habitants, en évolution de +3,04 % par rapport à 2016 (Cantal : −1,08 %, France hors Mayotte : +2,11 %).
| 2013   | 2018   | 2022   |
| ------ | ------ | ------ |
| 10 947 | 11 386 | 11 322 |

## Canton avant 2015

### Représentation

#### Conseillers d'arrondissement (de 1833 à 1940)
| Période                                  | Période      | Identité                                    | Étiquette          | Qualité |
| ---------------------------------------- | ------------ | ------------------------------------------- | ------------------ | --- |
| 1833                                     | 1836         | Antoine Félix Gauzentes (1787-1845)         |                    | Expert-géomètre puis juge de paix, maire de Leynhac                                                         |
| 1836                                     | 1848         | M. Jalenques                                |                    | Propriétaire à Mourjou                                                                                      |
| 1848                                     | 1877         | Claude Jacques Aymé de Pruines (1812-1891)  |                    | Notaire à Boisset                                                                                           |
| 1877                                     | 1883         | Claude Antoine Émile Tourrilhes (1839-1905) |                    | Notaire à Maurs                                                                                             |
| 1883                                     | 1928 (décès) | Jean Antraygues (1845-1928)                 | Cartel des Gauches | Maître d'hôtel, maire de Boisset                                                                            |
| 1928                                     | 1940         | Théodore Aygueparses                        | Radical            | Industriel, maire de Boisset                                                                                |
| 1940                                     |              |                                             |                    | Les conseils d'arrondissement ont été suspendus par la loi du 12 octobre 1940 et n'ont jamais été réactivés |
| Les données manquantes sont à compléter. |              |                                             |                    | |

#### Liste des conseillers généraux (1833 à 2015)
| Période | Période      | Identité                                                | Étiquette             | Qualité |
| ------- | ------------ | ------------------------------------------------------- | --------------------- | --- |
| 1833    | 1834 (décès) | Jean-Baptiste Jalenques (1758-1834)                     | Gouvernemental        | Notaire, maire de Maurs                                                                                            |
| 1834    | 1855         | Urbain Jalenques (1788-1883, fils du précédent)         | Gouvernemental        | Juge de paix, maire de Saint-Etienne-de-Maurs (1816-1831) puis de Maurs (1843-1846)                                |
| 1855    | 1898         | Benoît Joseph Jalenques (1818-1907, fils du précédent), | Droite                | Notaire à Maurs |
| 1898    | 1926 (décès) | Jean-Baptiste Fel                                       | Républicain           | Négociant-quincaillier - Maire de Maurs (1899-1926)                                                                |
| 1926    | 1934 (décès) | Jean Angelergues                                        | Rad.                  | Médecin, maire de Saint-Constant                                                                                   |
| 1934    | 1940         | Louis Roudergues                                        | URD                   | Médecin, maire de Saint-Etienne-de-Maurs Nommé conseiller départemental en 1942                                    |
|         |              |                                                         |                       | |
| 1945    | 1949         | Emile Parra                                             | Rad.                  | Greffierde la justice de paix, maire de Saint-Constant                                                             |
| 1949    | 1967         | Roger Jalenques (1905-2009)                             | CNIP                  | Notaire Maire de Maurs (1962-1971)                                                                                 |
| 1967    | 1985         | Jean Cipière (1926-1999)                                | PCF                   | Instituteur Maire de Leynhac (1967-1999)                                                                           |
| 1985    | 1992         | Bernard Laurens                                         | CNI                   | Cultivateur, maire de Le Trioulou                                                                                  |
| 1992    | 1998         | Jean Cipière                                            | PCF                   | Maire de Leynhac (1967-1999)                                                                                       |
| 1998    | 2015         | François Vermande                                       | RPR puis UMP puis DLR | Colonel de l'armée de l'air en retraite, ancien Vice-Président du Conseil général ancien adjoint au maire de Maurs |

#### Résultats électoraux détaillés
- En 1967, Jean Cipière est élu en battant Jacques Maziol, ancien ministre (UNR).
- Élections cantonales de 2004 : François Vermande (UMP) est élu au 1er tour avec 54,23 % des suffrages exprimés, devant Antoine Gimenez (Divers gauche) (38,07 %) et Vincent Bessat (VEC) (7,7 %). Le taux de participation est de 75,72 % (4 063 votants sur 5 366 inscrits)[26].
- Élections cantonales de 2011 : François Vermande (UMP) est élu au 1er tour avec 52,93 % des suffrages exprimés, devant Monique Delort (Divers gauche) (39,06 %) et Patrick Travers (PCF) (5,06 %). Le taux de participation est de 69,54 % (1 422 votants sur 2 045 inscrits)[27].

### Composition
Le canton de Maurs regroupait quatorze communes.
| Nom                     | Code Insee | Codepostal | Superficie (km2) | Population (dernière pop. légale) | Densité (hab./km2) |
| ----------------------- | ---------- | ---------- | ---------------- | --------------------------------- | ------------------ |
| Maurs (chef-lieu)       | 15122      | 15600      | 30,84            | 2 160 (2012)                      | 70                 |
| Boisset                 | 15021      | 15600      | 37,73            | 604 (2012)                        | 16                 |
| Fournoulès              | 15071      | 15600      | 7,18             | 63 (2012)                         | 8,8                |
| Leynhac                 | 15104      | 15600      | 27,68            | 361 (2012)                        | 13                 |
| Montmurat               | 15133      | 15600      | 5,07             | 129 (2012)                        | 25                 |
| Mourjou                 | 15136      | 15340      | 29,99            | 318 (2012)                        | 11                 |
| Quézac                  | 15157      | 15600      | 16,43            | 312 (2012)                        | 19                 |
| Rouziers                | 15167      | 15600      | 8,61             | 133 (2012)                        | 15                 |
| Saint-Antoine           | 15172      | 15220      | 7,22             | 118 (2012)                        | 16                 |
| Saint-Constant          | 15181      | 15600      | 21,80            | 560 (2012)                        | 26                 |
| Saint-Étienne-de-Maurs  | 15184      | 15600      | 17,27            | 792 (2012)                        | 46                 |
| Saint-Julien-de-Toursac | 15194      | 15600      | 9,44             | 135 (2012)                        | 14                 |
| Saint-Santin-de-Maurs   | 15212      | 15600      | 14,52            | 377 (2012)                        | 26                 |
| Le Trioulou             | 15242      | 15600      | 5,87             | 99 (2012)                         | 17                 |

### Démographie
| 1962  | 1968  | 1975  | 1982  | 1990  | 1999  | 2006  | 2011  | 2012  |
| ----- | ----- | ----- | ----- | ----- | ----- | ----- | ----- | ----- |
| 8 068 | 7 707 | 7 462 | 7 124 | 6 655 | 6 159 | 6 255 | 6 166 | 6 161 |